# Văn Nho
Văn Nho là một xã thuộc tỉnh Thanh Hóa, Việt Nam.
Được thành lập ngày 16 tháng 6 năm 2025 trên cơ sở các xã Kỳ Tân, Văn Nho của huyện Bá Thước, xã Văn Nho chính thức hoạt động từ ngày 1 tháng 7 cùng năm.

## Địa lý
Xã Văn Nho nằm ở vùng núi phía tây bắc tỉnh Thanh Hóa, có vị trí địa lý:
- Phía đông và phía bắc giáp xã Thiết Ống
- Phía tây bắc giáp xã Trung Hạ
- Phía tây và phía nam giáp xã Văn Phú
- Phía đông nam giáp xã Đồng Lương.

Xã Văn Nho có diện tích tự nhiên 64,77 km², quy mô dân số năm 2024 là 10.112 người, mật độ dân số đạt 156 người/km².

## Lịch sử
Địa giới hành chính xã Văn Nho trước đây là các xã Kỳ Tân, Văn Nho, nằm ở phía tây nam huyện Bá Thước.
Ngày 16 tháng 6 năm 2025, huyện Bá Thước bị giải thể do bỏ cấp huyện; xã Văn Nho được thành lập theo Nghị quyết số 1686/NQ-UBTVQH15 của Ủy ban Thường vụ Quốc hội trên cơ sở sáp nhập toàn bộ diện tích tự nhiên và quy mô dân số của 2 xã Kỳ Tân, Văn Nho. Xã này chính thức hoạt động từ ngày 1 tháng 7 năm 2025, là đơn vị hành chính trực thuộc tỉnh Thanh Hóa.

### Xã Văn Nho trước 16/6/2025
Tên xã được đặt theo tên của Hà Văn Nho, một thủ lĩnh trong Phong trào Cần vương ở miền núi Thanh Hóa.
Xã Văn Nho là một phần của đất Mường Ống, vào thời Lê-Nguyễn là vùng đất thuộc huyện Cẩm Thủy, phủ Thiệu Thiên, Thanh Hóa. Đến năm Thành Thái thứ 14 (1902), thuộc tổng Thiết Ống, châu Lang Chánh. Vào năm Khải Định thứ 10 (1925), tổng Thiết Ống chuyển về châu Tân Hóa mới thành lập. Năm 1943, tổng Thiết Ống nhập với tổng Cổ Lũng thành một bang của châu Quan Hóa. Sau Cách mạng tháng Tám (1945), tổng Thiết Ống thuộc châu Tân Hóa mới tái lập, đến tháng 11 năm 1945, châu Tân Hóa đổi thành châu Bá Thước theo tên của thủ lĩnh Cầm Bá Thước trong phong trào Cần vương.
Tháng 3 năm 1948, châu Bá Thước đổi thành huyện Bá Thước, xã Văn Nho là một trong bảy xã thuộc huyện Bá Thước.
Năm 1964, xã Văn Nho được chia thành 3 xã là Văn Nho, Thiết Kế và Kỳ Tân.

## Hành chính
Xã Văn Nho có 17 thôn. Dưới đây là danh sách các thôn theo địa giới từng xã cũ:
| Mã    | Tên xã  | Hành chính | Hành chính                                                                                   |
| Mã    | Tên xã  | Số lượng   | Danh sách                                                                                    |
| ----- | ------- | ---------- | -------------------------------------------------------------------------------------------- |
| 14974 | Kỳ Tân  | 6 thôn     | Bo Hạ, Bo Thượng, Buốc, Hiềng, Khà, Pặt                                                      |
| 14977 | Văn Nho | 11 thôn    | Cha Kỷ, Chiềng Ấm, Chiềng Mới, Chuông Cải, Đác, Kẻo Hiềng, Khảng, Kịnh, Pọng, Tổ Lè, Xà Luốc |

## Di tích
- Hang làng Chuông, hang Ma Xá: di chỉ khảo cổ thời kì đồ đá[4].
- Hang Nhân Kỉ (hang Dong), bản doanh của Hà Văn Nho và Tống Duy Tân trong thời kì chống Pháp[4].
- Đền thờ Hà Văn Nho[4].